# Anenské náměstí

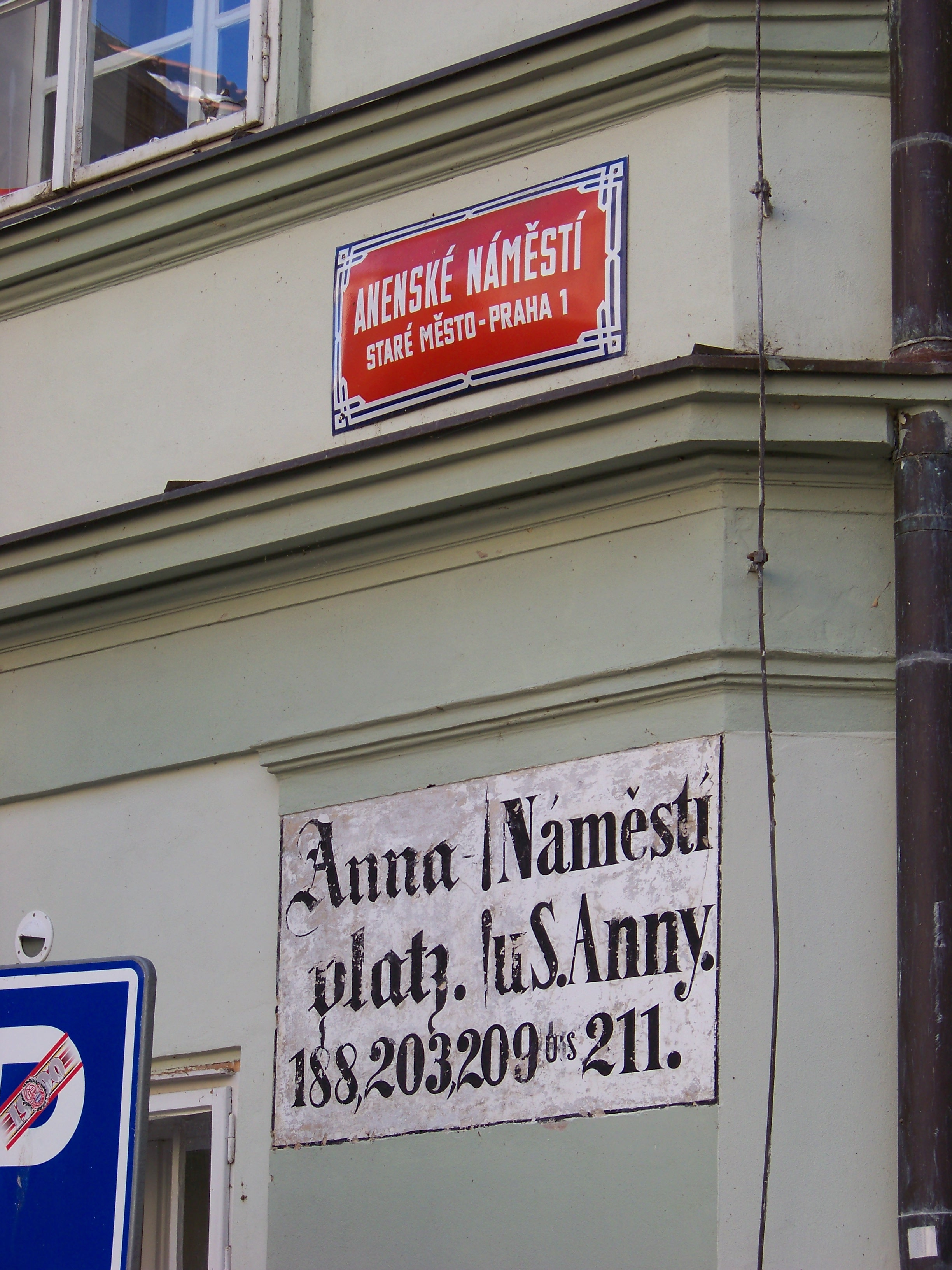
Označení Anenského náměstí

Anenské náměstí (německy Anna-platz) patří k nejmenším v Praze, a přestože leží uprostřed Starého Města velmi blízko k hlavním proudům jak pěších turistů (Karlova ulice) tak automobilového provozu (Smetanovo nábřeží), je velmi klidné a působí téměř odlehlým dojmem. Pro Staré město typická dlažba, křivolaké přilehlé uličky a málo frekventovaný průchod domy do Karlovy ulice místu dodávají malebný ráz.
Do roku 2018 většina náměstí sloužila jako parkoviště, od září 2018 je polovina náměstí se studnou především pro pěší, vznikla zde malá „oáza". Byla zrevitalizována dlažba, zasadily se dva stromy, přibyl mobiliář včetně stojanu na kola před Divadlem Na zábradlí. Celá rekonstrukce vyšla na 7 milionů korun.

## Popis
Na jihozápadní straně náměstí se nachází Divadlo Na zábradlí, vedle něj palác Pachtů z Rájova, na východní straně původně gotická, barokně přestavěná budova bývalého kláštera dominikánek při kostele svaté Anny, dnes centrum Pražská křižovatka, podle kterého dostalo náměstí svůj název. Dominikánky se zde usadily na místě zrušených templářů a kostel si zbudovaly na místě původní rotundy sv. Vavřince. Severní stranu náměstí uzavírá dům U Francouzské koruny s muzeem astronoma Johanna Keplera, který v domě bydlel.
Na jižní straně do náměstí ústí Stříbrná ulice, jedna z nejužších v Praze, směrem ke kostelu vede na noc uzavíraná Zlatá ulice, severní stranu protíná od Novotného lávky směrem podél kláštera ulice Anenská. V prostoru náměstí se nachází barokní studna s ozdobnou mříží s českým lvem, která pochází z konce 17. století a byla původně umístěna před újezdskými kasárnami.

## Pamětní desky
Na zdech několika domů na náměstí jsou umístěny pamětní desky následujícím osobám:
- Pamětní deska Václava Havla (Anenské náměstí 209/5, autor David Černý)
- Pamětní deska s bustou Ladislava Fialky (Anenské náměstí 209/5)
- Pamětní deska Jana Grosmana (Anenské náměstí 209/5)
- Pamětní deska Iacoba Galla Carniola (nároží Anenského náměstí a ulice Na zábradlí)
- Pamětní deska Rudolfa Deyla (Anenská 188/3, autor Štefan Malatinec)

## Další fotografie

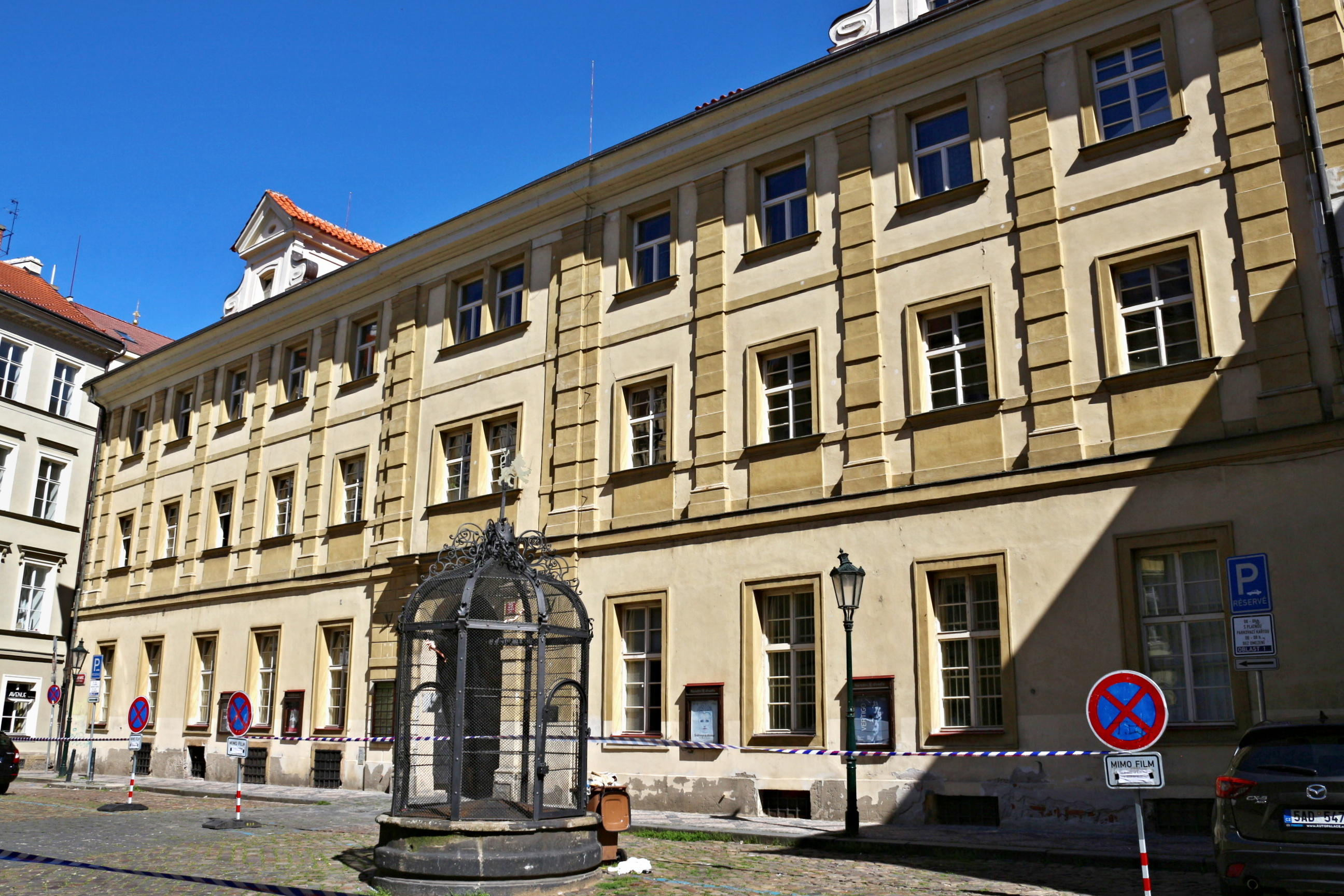
Bývalý Anenský klášter
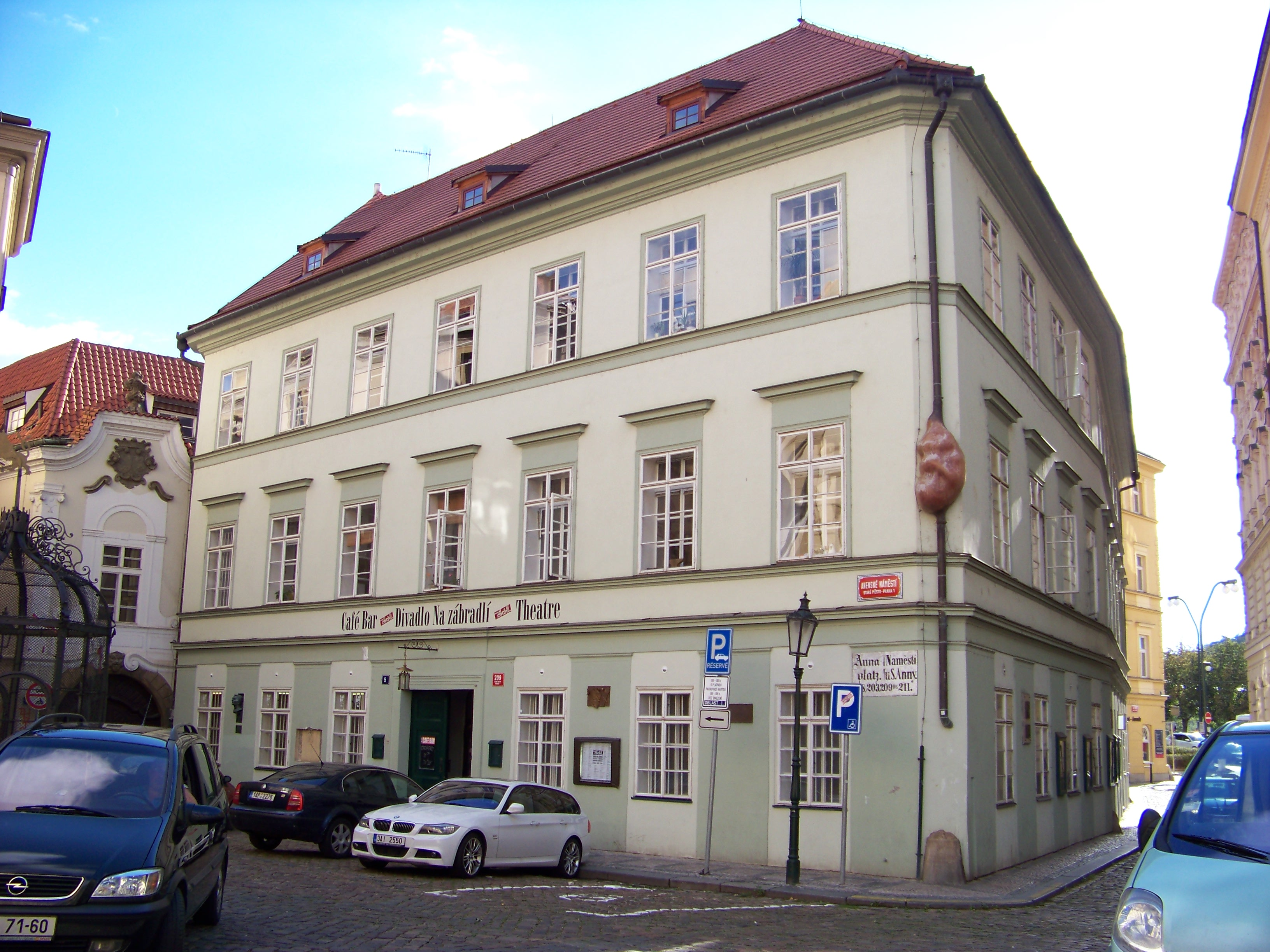
Divadlo Na zábradlí (před rekonstrukcí náměstí 2018)
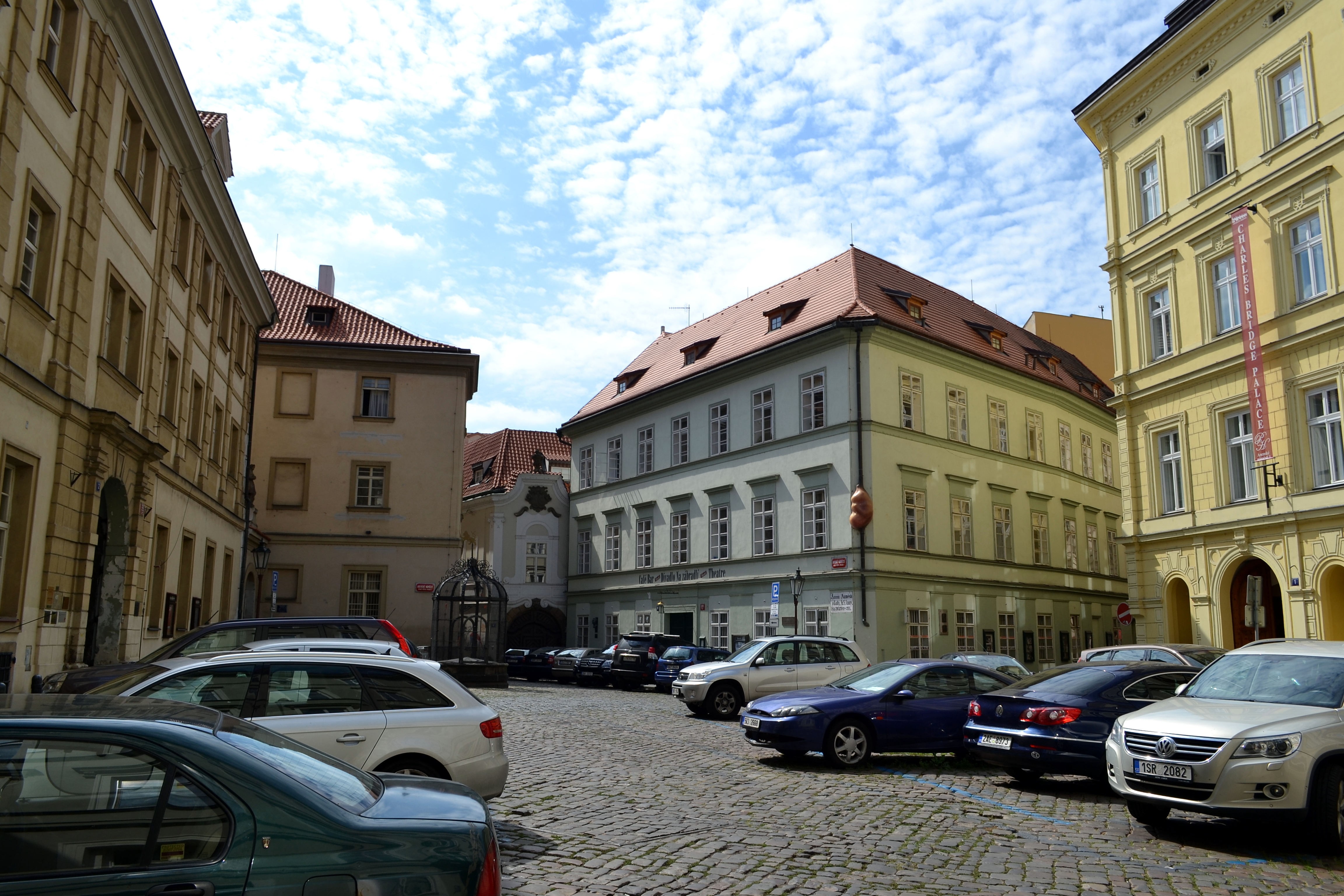
Celkový pohled na náměstí od Anenské ulice (před rekonstrukcí 2018)